# A. Victor Segno

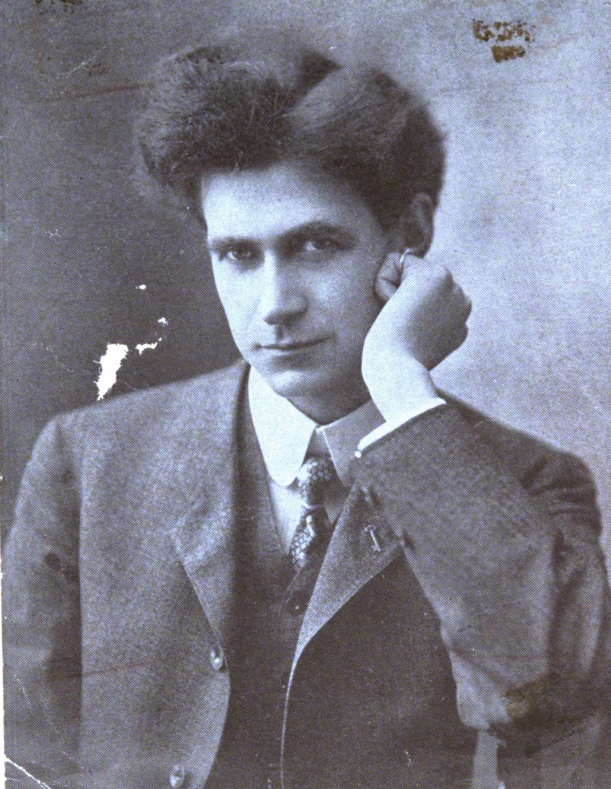
A. Victor Segno

A. Victor Segno (n. 1870 - d. după 1930 ) a fost un  pseudo-mentalist american, celebru în epocă datorită escrocheriei sale privind transmiterea telepatică a undelor cerebrale, precum  și bestseller-urilor scrise de el, traduse imediat în numeroase limbi, inclusiv în limba română, într-un tiraj impresionant.

## Viața și activitatea
Înainte de anul 1902, informațiile despre A. Victor Segno lispsesc aproape cu desăvârșire. În 1902 pune în practică o schemă bazată pe așa-numita "lege a mentalismului", un concept ocult al cărui teoretcian se pretindea a fi el însuși, promițând vindecarea de boli, precum și obținerea succesului personal. Metoda consta în trimiterea la distanță către abonați a vibrațiilor mentale pozitive, care ar putea, grație legii rezonanței, să fie receptionate de aceștia și astfel să producă efecte benefice. Abonamentele se făceau contra sumei de 1 dolar pe lună, practică ce a scandalizat orașul Los Angeles și a atras critici din partea unor publicații locale.
Pare de necrezut că, în fiecare  lună, se găsesc o mie de fraieri care  să dea  năvală pentru a prinde opurtunitea de a contibui cu un dolar în sprijinul unei scheme atât de ordinare.
În 1903, existau 12 000 de abonați.

### Școala succesului
Școala Succesului de la Echo Park este un complex de clădiri ridicate în anul 1904 la  Los Angeles, în vecinătatea unui lac,  Echo Park Lake, pe promontoriul numit Locul de inspiratie. Acolo, A. Victor Segno transpune în practică un mai vechi proiect educațional al său, numit Școala succesului Sengo.
În anul 1911, spre dezămagirea adepților și a soției sale, Annie, părăsește orașul Los Angeles, fugind cu secretara lui, pe care o va lua în căsătorie. Conform mărturiei soției sale, A. Victor Segno plănuia să meargă în Rusia pentru a-și promova afacerea și a-și populariza  metoda. 
În anul 1915, îi este semnalată prezența la Berlin, unde inființează, având sediul într-o clădire de lux, pe unul dintre bulevardele selecte ale orașului,  un sistem similar. Aceeași publicație  Los Angeles Times scrie:
Are o mică armată de asistenți, care se ocupă de transmiterea undelor mentale, precum și de corespondența lui ce conține cecuri, ordine de plată, solicitări.
În timpul războiului, se întoarce la Los Angeles și apoi dispare fizic. Numele său continuă să figureze în documentele contabile ale Comisiei Federale de Comerț până în anul 1930.

## Opera
A. Victor Segno este autorul unor remarcabile lucrări de dezvoltare personală: Legea mentalismului, Cum să trăiești 100 de ani, Magnetismul presonal, Cum să ai un păr frumos, Cum poți să fii fericit în căsnicie.  
Lucrarea care a cunoscut cel mai mare succes rămâne Legea mentalismului ce a fost  publicată la Los Angeles în anul 1902:
Ce este mentalismul? Principiile și puterea mentalismului sunt la fel de vechi ca și omenirea. Ele au existat încă de la apariția omului... Treptat au fost descoperite   unele din misterele mentalismului și s-a crezut că s-a găsit tot adevărul într-o știință  sau sectă religioasă, precum mesmerismul, hipnotismul, magnetismul personal, pasele magnetice, Știinta mentală, Știința Creștină, spiritismul, clarviziunea, clarudiția, telepatia, medium-urile etc.
Poemul Puterea gândului, o pledoarie rimată  pentru susținerea  Legii mentalismului,  îl impune pe A. Victor Segno  și ca  versificator.
Știu,  gândurile sunt simple lucruri
Având, răsuflare, aripi, trupuri,
și noi  le trimitem în  patru zări
să-mpartă   fericire  sau boli.
[...................................................]
Creăm  viitorul prin cugetare –
cât de e bun sau de  rău  e,  nu-l știm –
Astfel,  universul  e-n transformare,
stă  pregatit   să-l gândim,   să-l regândim.
Făurește-ți  destinul fără oprire,
dragostea  și ura  merg  spre împlinire.

### Moștenirea
Complexul de clădiri care a găzduit odinioară Școala Succesului de la Echo Park a fost demolat în anul 1974 pentru a face loc noilor construcții Largo Visa. Din ce a fost odată a rămas doar o cupolă. Fenomenul A. Victor Segno are si azi adepți. 
Los Angeles este locul perfect pentru astfel de întreprinderi. Atât de repede se dezvoltă și atât de mulți  oameni merg acolo. Pentru optimismul și oportunismul lui Segno a fost o perfecta potrivire.